# Octavius Pickard-Cambridge
Pour les articles homonymes, voir Pickard-Cambridge.
Octavius Pickard-Cambridge est un prêtre et un zoologiste britannique, né le 3 novembre 1828 à Bloxworth dans le Dorset et mort le 9 mars 1917 dans cette même ville.

## Biographie
Après des études de droit, il entre en 1855 à l'université de Durham pour y suivre des études de théologie. En 1860, il devient vicaire auprès de son père à Bloxworth et lui succède comme recteur en 1868. Il demeure dans cette ville toute sa vie.
Il s'occupe principalement d'oiseaux et d'arachnides. Son intérêt pour ce dernier groupe s'explique par sa rencontre avec John Blackwall vers 1854.
Dès lors, il consacre beaucoup de temps à leur étude et en devient l'un des meilleurs spécialistes au monde. Il décrit un nombre considérable d'espèces à partir de spécimens qui lui étaient envoyés de tous les continents.
Il devient membre de la Royal Society le 9 septembre 1887.
Il est parfois confondu avec son neveu, Frederick Octavius Pickard-Cambridge (1860-1905), également arachnologiste.

## Orientation bibliographique
- R.A. Baker (1991). The Durham connection in the history of arachnology in Britain (1850-1950), Archives of Natural History, 18 : 221-230.  (ISSN 0260-9541)